# Mariol
Mariol település Franciaországban, Allier megyében. Lakosainak száma 696 fő (2022. január 1.). Mariol Busset, Saint-Yorre, Mons, Ris és Saint-Priest-Bramefant községekkel határos.

## Népesség
A település népességének változása:
| Lakosok száma | 527  | 629  | 714  | 746  | 771  | 793  | 797  | 751  | 729  | 696  |
|               | 1968 | 1982 | 1990 | 2006 | 2013 | 2015 | 2017 | 2019 | 2020 | 2022 |